# Gnaphalium gayanum
Gnaphalium gayanum là một loài thực vật có hoa trong họ Cúc. Loài này được (ex Gay) J.Rémy mô tả khoa học đầu tiên năm 1847.